# Пренатальное обучение
Пренатальное обучение (англ. prenatal learning, fetal learning) — псевдонаучная теория из области нетрадиционной медицины, утверждающая возможность обучения эмбриона до его рождения и предлагающая методы подобного обучения.

## Принципы раннего развития
Основное в методиках раннего обучения то, что они создают активную обучающую среду. Этот принцип не является новым в педагогике. Он используется, например, в педагогике Монтессори.
Обучающую среду и её роль на развитие ребёнка исследовал Б. П. Никитин. Гипотеза Б. П. Никитина о НУВЭРСе и явление пренатального фонетического обучения получили экспериментальное подтверждение.[уточнить]
Обучающая среда, по-видимому, и является основным фактором создания динамики в развитии мозга, что и приводит к его ускоренному созреванию в дородовой и послеродовой периоды. Исследования группы учёных США и Канады (2006) показали, что интеллект коррелирует не с количеством серого вещества у взрослых, а с динамикой развития мозга в детстве и юности. Учёные из Стэнфордского университета (США) изучили связь между склонностью к творчеству и аффективными расстройствами. Оказалось, что у женщин, склонных к депрессии, выше шансы рождения ребёнка с творческими способностями.
Недостаток сенсорного притока, прежде всего звукового, в процессе пре- и постнатального развития, оказывает тормозящее влияние на развитие мозга ребёнка. Автор этой идеи в США Брент Лоуган (1986). В России эту идею впервые изложила профессор Т. Н. Маляренко из Тамбова (1998)
Необходимо учитывать возможные отрицательные последствия различных методов обучения ребёнка в утробе матери.

## История
Ещё две тысячи лет назад в Китае практиковали попытки воздействовать на ребёнка до родов. Беременных женщин помещали в специальные общины, расположенные в красивой местности, где занимались эстетическим и музыкальным образованием матери и, якобы, будущего ребёнка
Воспитание ребёнка по Торе — основная цель еврейского образования (Хинух) — начинается в утробе матери и даже раньше (до его зачатия).
В конце 70-х годов XX века начала формироваться концепция перинатального обучения, поскольку была создана новая медицинская аппаратура (ультразвук, волоконная оптика), что позволило проводить наблюдения за поведением и состоянием плода.
К концу 80-х годов беременные женщины начали слушать музыку через аудиоплеер, помещая наушники на живот, чтобы их малыши тоже слышали понравившуюся им музыку. При этом врачи наблюдали за изменением шевелений плода при помощи УЗИ, измеряли его сердечный ритм. Эксперименты в этой области провёл английский учёный Питер Хеппер.
В 1982 году во Франции была создана Национальная ассоциация пренатального обучения (АНЕП). На конгрессе АНЕП в 1988 году А. Бертэн прочитал лекцию «Тело как источник обучения».